# کالامین دی
کالامین دی (به انگلیسی: CALAMINE-D)
رده درمانی: ترکیبات موضعی پوستی.
اشکال دارویی: کرم و لوسیون

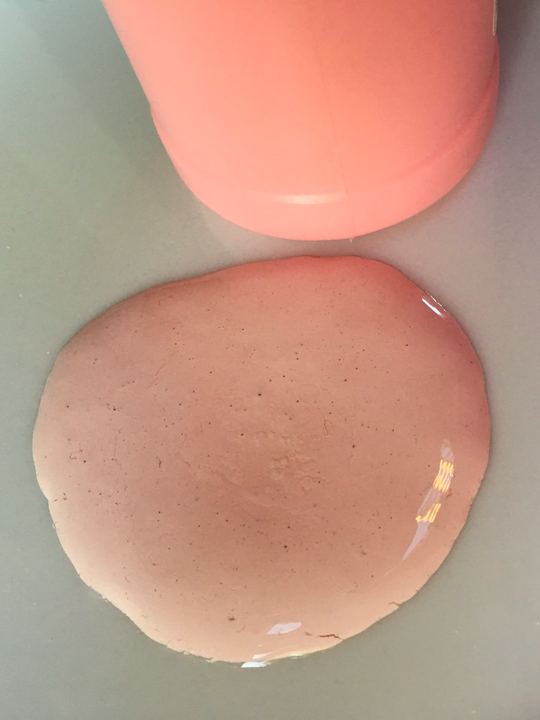
کالامین دی

کالامین که با نام لوسیون کالامین نیز شناخته می‌شود، دارویی است که از پودر معدنی کالامین ساخته شده و برای درمان خارش‌های خفیف پوست استفاده می‌شود. این دارو در مواردی مانند آفتاب‌سوختگی، گزیدگی حشرات، پیچک سمی، بلوط سمی و سایر مشکلات پوستی خفیف کاربرد دارد و همچنین می‌تواند به خشک کردن ترشحات ناشی از تحریکات پوستی کمک کند. کالامین به صورت کرم یا لوسیون روی پوست استعمال می‌شود.
عوارض جانبی احتمالی این دارو شامل تحریکات پوستی است، اما استفاده از آن در دوران بارداری بی‌خطر تلقی می‌شود. کالامین ترکیبی از اکسید روی و ۰٫۵٪ اکسید فریک (Fe2O3) است. لوسیون کالامین با افزودنی‌هایی مانند فنول و هیدروکسید کلسیم تولید می‌شود.
استفاده از لوسیون کالامین به ۱۵۰۰ سال قبل از میلاد مسیح بازمی‌گردد. این دارو در فهرست داروهای اساسی سازمان جهانی بهداشت قرار دارد و به عنوان یک داروی عمومی بدون نیاز به نسخه پزشک در دسترس است. سازمان غذا و داروی آمریکا (FDA) استفاده از کالامین را برای جذب ترشحات پوستی ناشی از گیاهان سمی مانند پیچک سمی، بلوط سمی و سماق توصیه می‌کند. با این حال، برای تسکین درد یا خارش ناشی از این گیاهان، FDA استفاده از کمپرس آب سرد و کورتیکواستروئیدهای موضعی را پیشنهاد می‌دهد.

## موارد مصرف
قابض و درمان حساسیت پوستی، التهاب‌های خفیف پوستی (مانند تماس با گیاهان سمی، التهاب پای کودکان ناشی از ادرار، عرق‌سوز شدن و آفتاب‌سوختگی)، گزش حشرات، کهیر و …

## مکانیسم اثر
کرم کالامین دی محتوی دو مادهٔ مؤثر کالامین (قابض و التیام‌بخش جلدی) و دیفن‌هیدرامین هیدروکلراید (آنتی‌هیستامین و بی‌حس‌کنندهٔ موضعی) است.

## عوارض جانبی
خشکی و التهاب خفیف پوست